# Эдучанское муниципальное образование
Эдучанское муниципальное образование — муниципальное образование со статусом сельского поселения в 
Усть-Илимском районе Иркутской области России. Административный центр — посёлок Эдучанка.

## Демография
По результатам Всероссийской переписи населения 2010 года 
численность населения муниципального образования составила 1799 человек, в том числе 876 мужчин и 923 женщины.

## Населенные пункты
В состав муниципального образования входят населённые пункты
- Эдучанка